# Chilehaus
Chilehaus – dziesięciopiętrowy budynek biurowy w Kontorhausviertel w Hamburgu, w Niemczech.
Wyjątkowy przykład ekspresjonizmu ceglanego z lat 20. XX wieku. Zaprojektowany przez niemieckiego architekta Fritza Högera (1887–1949), został zbudowany w latach 1922–1924 na zlecenie niemieckiego przedsiębiorcy Henry’ego B. Slomana (1848–1931).
W 2015 roku hamburskie Speicherstadt i Kontorhausviertel z Chilehaus zostały wpisane na listę dziedzictwa kulturowego UNESCO.

## Położenie

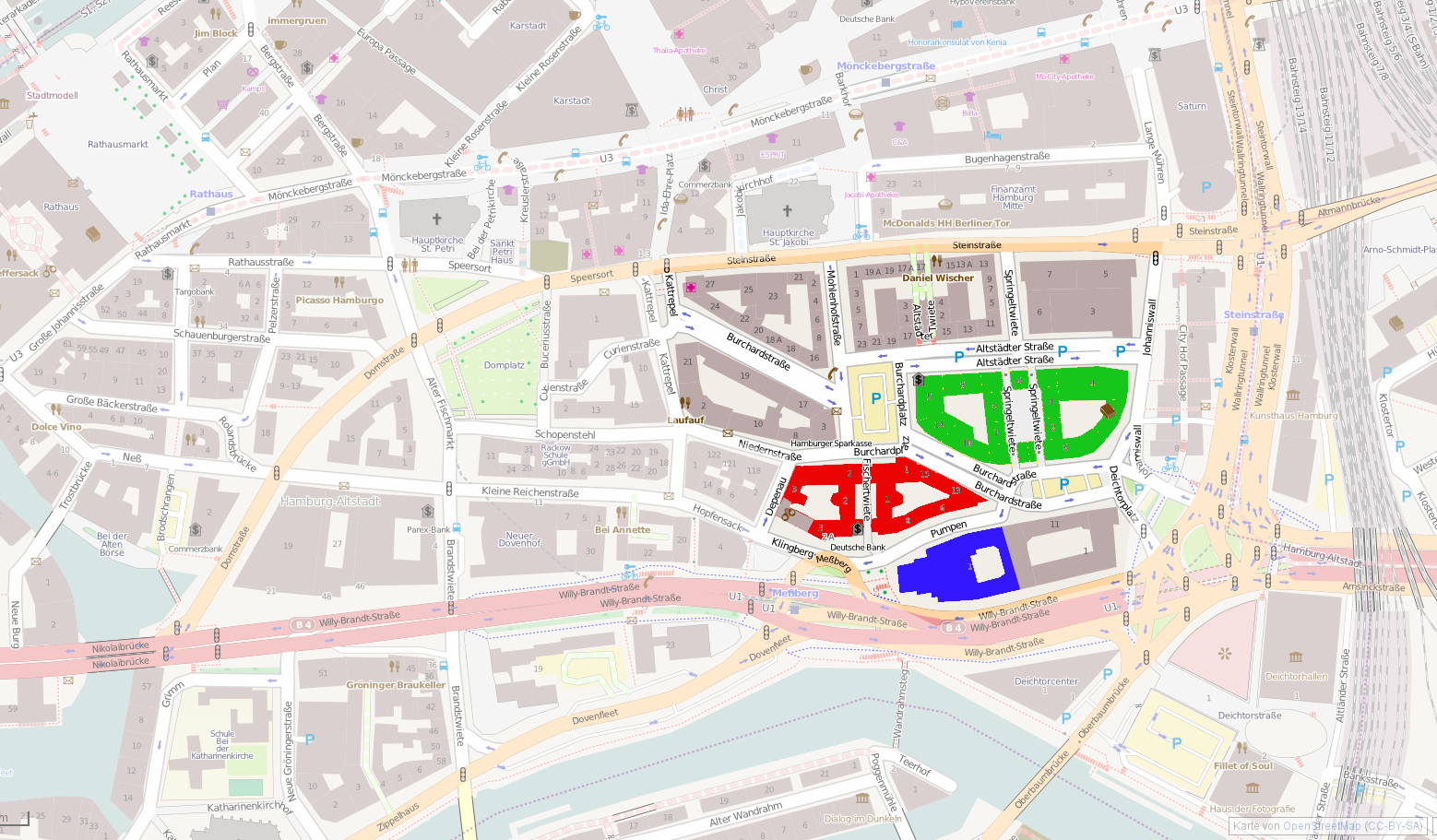
Kontorhausviertel: Chilehaus (zaznaczony na czerwono), Sprinkenhof (zaznaczony na zielono) i Meßberghof (zaznaczony na niebiesko)

Chilehaus znajduje się w centrum Kontorhausviertel na południowym krańcu centrum Hamburga, naprzeciwko Speicherstadt, w pobliżu portu. Leży przy Burchardplatz 1, pomiędzy Burchardstrasse i Pumpen, przedzielony Fischertwiete.
Adresy gmachu to: Burchardplatz 1, Burchardstraße 13, 15, Depenau 3, Fischertwiete 1, 2 i Pumpen 6, 8.

## Historia
Chilehaus powstał na zlecenie Henry’ego B. Slomana (1848–1931), który po latach spędzonych w Chile i wzbogaceniu się na produkcji i handlu saletrą chilijską, powrócił do rodzinnego Hamburga, gdzie przejął rodzinne przedsiębiorstwa żeglugowe. W okresie hiperinflacji w Republice Weimarskiej był najbogatszym przedsiębiorcą w ówczesnym Hamburgu, w którym zamierzał wybudować biurowiec.
Na początku lat 20. XX wieku Kontorhausviertel wymagało sanacji i władze Hamburga sprzedawały tamtejsze działki pod nowe inwestycje. Sloman wystartował w przetargu na tereny w centrum Kontorhausviertel po obydwu stronach Fischertwiete, którymi zainteresowany był również hamburski bankier Max Warburg (1867–1946). Warburg miał już przygotowany projekt przez firmę architektoniczną Hans und Oskar Gerson, która, z uwagi na panującą hiperinflację zakupiła szybko 4,8 miliona cegieł klinkierowej z Bockhornu drugiej jakości. Przetarg wygrał Sloman, który odkupił od Gersonów cegłę, ale projekt budynku zlecił Fritzowi Högerowi (1887–1949), który wielokrotnie zmieniał plany, by spełnić wymogi stawiane przez władze miasta.
Budynek wzniesiono w latach 1922–1924. Z powierzchnią użytkową 36 tys. m² Chilehaus był jednym z największych biurowców przedwojennych Niemiec. W 1993 roku budynek zakupiło przedsiębiorstwo Union Investment Real Estate AG (dawniej DIFA), które nadal pozostaje jego właścicielem.
W 1935 roku Chilehaus został objęty ochroną, a w 1983 wpisany w rejestr zabytków. W 2015 roku hamburskie Speicherstadt i Kontorhausviertel z Chilehaus zostały wpisane na listę dziedzictwa kulturowego UNESCO.

## Architektura
Chilehaus wzniesiony został z ciemnoczerwonej cegły klinkierowej w stylu północno-niemieckiego ekspresjonizmu a jego bryła przypomina kształtem statek. Użyta do budowy drugiej jakości cegła odbija światło na niebiesko, zielono i fioletowo.
Gmach składa się z dwóch bloków po obydwu stronach Fischertwiete z dziedzińcami wewnętrznymi – blok po stronie zachodniej ma prawie regularny prostokątny kształt, a po stronie wschodniej, łączy się w szpic, przypominający dziób statku. Na „dziobie” znajduje się „galion” – figura kamiennego kondora autorstwa Richarda Kuöhla (1880–1961) – jednego z symboli herbu Chile. Fasada północna biegnie wzdłuż linii prostej, a południowa tworzy łagodny łuk w kształcie litery „s”. Fischertwiete została zintegrowana z Chilehaus, ujęta w arkadowe przejście pod budynkiem i zamknięta dla ruchu drogowego.
Układ pięter jest różny w różnych częściach budynku. Z reguły nad parterem z arkadami i oknami o łukowatym kształcie, znajduje się pięć pięter (po stronie zachodniej sześć) z oknami o białych framugach. Nad nimi wznoszą się trzy cofnięte piętra z balkonami o białych balustradach – jak reling statku. W niektórych częściach gmach ma dziesięć pięter. Przestrzenie pomiędzy oknami wypełniają mury o wątku wendyjskim z pionowymi lizenami na szerokość dwóch cegieł, wystającymi z fasady pod kątem 45°.
Na dziedzińce prowadzą portale utrzymane w stylu gotyku angielskiego. Dziedziniec centralny wyłożony jest kamieniami.
Wnętrza utrzymane są w stylu art déco.